# Steinweg 33 (Quedlinburg)

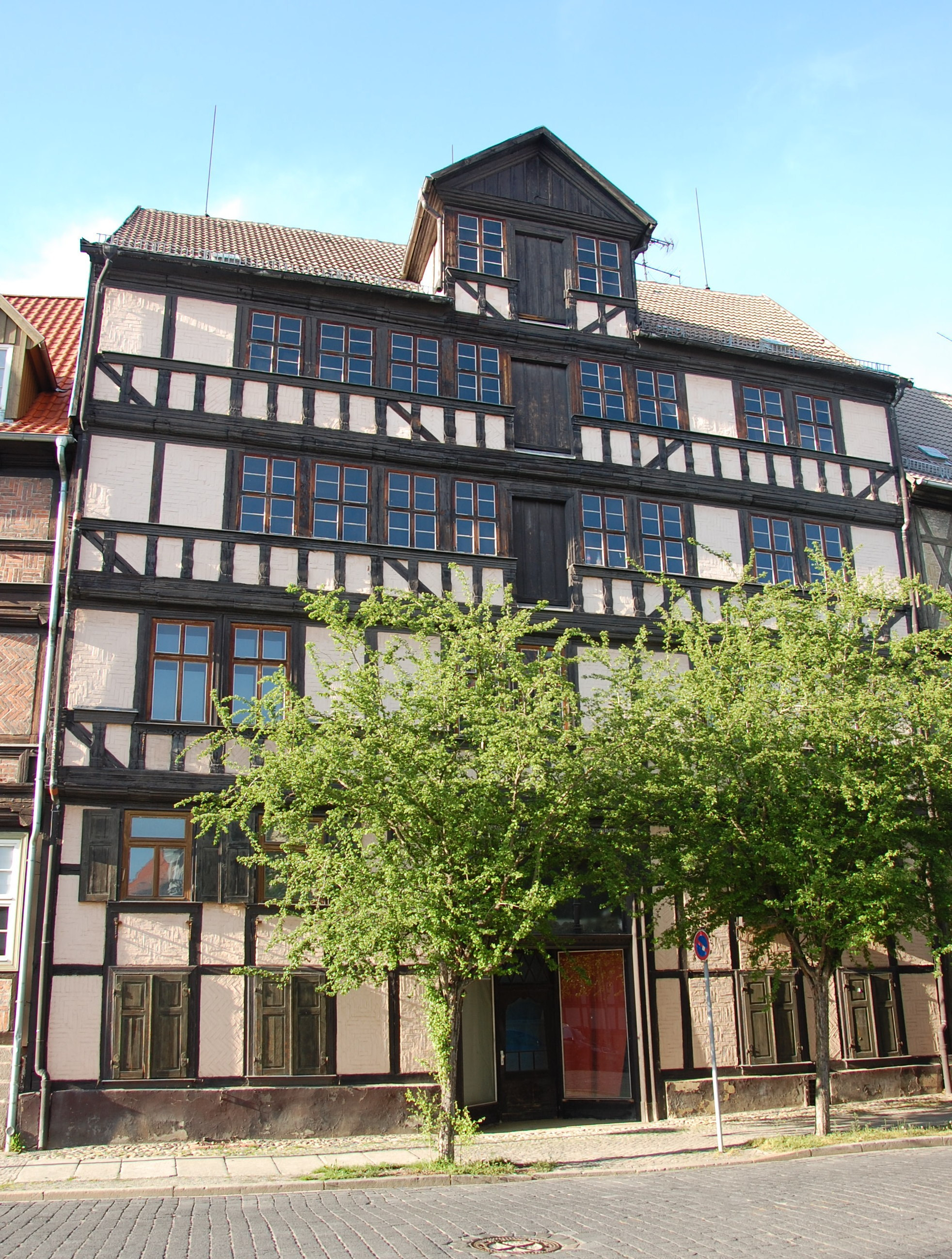
Haus Steinweg 33

Der Steinweg 33 ist eine denkmalgeschützte Hofanlage in der Stadt Quedlinburg in Sachsen-Anhalt.

## Lage
Das im Quedlinburger Denkmalverzeichnis als Kaufmannshof eingetragene Anwesen befindet sich in der historischen Neustadt Quedlinburgs auf der Nordseite des Steinwegs, gegenüber der Einmündung der Ballstraße und gehört zum UNESCO-Weltkulturerbe. Westlich grenzt das gleichfalls denkmalgeschützte Haus Steinweg 32, östlich das Haus Steinweg 34 an.

## Architektur und Geschichte
Straßenseitig wird die ursprünglich noch größere Hofanlage durch ein großes, viergeschossiges, 13 Gefache umfassendes Fachwerkhaus geprägt, das nach einer Bauinschrift 1716 in der Zeit des Barock entstand. Die Fachwerkfassade ist mit der sogenannten Thüringer Leiter verziert, wobei die Brüstungsständer in Form von Balustern auf die eigentlichen Ständer und Fußstreben aufgeblendet sind. Das Ausschnitzen der Ständer im Bereich der Brüstungen zu Balustern, stellt einen Rückgriff auf eine im frühen 17. Jahrhundert übliche Form dar. Der Einsatz eines profilierten Brüstungsholzes ist das zeitlich späteste Vorkommen dieser Gestaltungsform in Quedlinburg.
Die Gefache sind mit unterschiedlichen Zierausmauerungen versehen. Im dritten und vierten Geschoss, sowie im Dachgeschoss waren Wirtschaftsräume angeordnet, die jeweils über eigene straßenseitige Ladeluken verfügen.
Am Portal des Hauses ist eine Inschrift mit den Texten Wer Gott vertraut, hat wohl gebaut, im Himmel und auf Erden und Wo der Herr nicht das Haus erbaut so arbeiten umsonst, die daran bauen.
Auf der nördlichen Seite des Hofs steht ein im 19. Jahrhundert aus Bruchsteinmauerwerk errichtetes Wirtschaftsgebäude.